# Lich-Steinstraß (Jülich)
Lich-Steinstraß ist ein Wohnort und Stadtteil von Jülich im Kreis Düren in Nordrhein-Westfalen.
Der Ort entstand ab 1981 durch Umsiedlung des Doppelortes Lich-Steinstraß, der am nordöstlichen Rand des Tagebaus Hambach lag.

## Lage
Die Umsiedlung an den neuen Standort Lich-Steinstraß im Osten der Stadt Jülich fand zwischen 1981 und 1991 statt. Der Ort geht mit der Bebauung nahtlos in Jülich über.

## Verkehr
Den ÖPNV stellt Rurtalbus durch die AVV-Buslinie 270 sowie ein Anrufsammeltaxi sicher. Bis zum 31. Dezember 2019 wurde diese Buslinie vom BVR Busverkehr Rheinland bedient. An Schultagen verkehren zudem die Schulbuslinien 271 und 274.
| Linie | Verlauf |
| ----- | --- |
| 270   | (Jülich Schulzentrum –) Walramplatz – (Neues Rathaus →) Jülich Bf/ZOB – Krankenhaus – Lich-Steinstraß – Solar Campus – Pattern – Mersch – Sevenich – Spiel – Hasselsweiler – Titz |
| 271   | (Verstärkerfahrten) Titz – Jülich |
| 274   | (Verstärkerfahrten) Barmen Haus Overbach – Aldenhoven / Jülich / Linnich / Titz |
| AST   | AnrufSammelTaxi: Mo–Fr abends, Sa nachmittags/abends, So Jülich Bf/ZOB – Jülich Innenstadt – Lich-Steinstraß / Stetternich – Pattern / Welldorf – Mersch / Serrest / Güsten – Hompesch / Sevenich / Höllen – Müntz / Spiel / Rödingen / Bettenhoven – Ameln / Hasselsweiler / Ralshoven – Gevelsdorf / Kalrath – Titz – Mündt / Opherten – Jackerath |

## Religion
Die katholische Pfarrkirche ist St. Andreas und St. Matthias geweiht. Die Kapelle auf dem Matthiasplatz steht unter dem Patronat des hl. Matthias.

## Bildung
Im Ort gibt es den städtischen Kindergarten „Rappelkiste“.

## Brauchtum
Das Brauchtum des rheinischen Karnevals wird in Lich-Steinstraß traditionell gefeiert. Dazu richtet die Karnevalsgesellschaft Maiblömche Lich-Steinstraß 1935 e. V. eine Reihe von diversen Veranstaltungen im Stil des Kölner Karnevals aus, die von vielen Einwohnern des Jülicher Landes besucht werden.

## Sport
Die Seniorenfußballmannschaft des FC Germania Lich-Steinstraß spielt in der Saison 2024/25 in der Landesliga Mittelrhein.

## Vereine/Vereinigungen
- Karnevalsgesellschaft Maiblömche Lich-Steinstraß 1935 e. V.
- FC Germania Lich-Steinstraß 1927 e. V.
- Feuerwehrförderverein Lich-Steinstraß e. V.
- Freiwillige Feuerwehr LG Lich-Steinstraß
- Heimatverein Lich-Steinstraß e. V.
- Heubockband
- KiTa Rappelkiste
- 1. FC Köln Fanclub Lich-Steinstraß 1974
- Bruderschaft zur schmerzhaften Mutter Gottes
- St. Matthias Bruderschaft Lich-Steinstraß
- St. Sebastianus Schützenbruderschaft Lich-Steinstraß
- Tennis Club Blau-Weiß Lich-Steinstraß